# Nguru Mountains

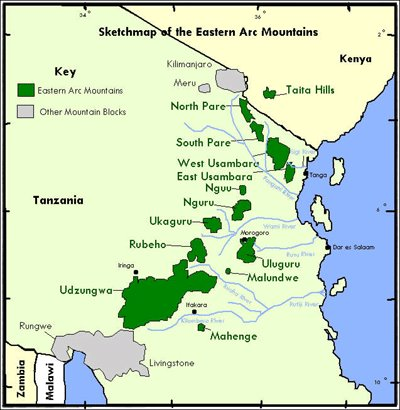
Lage der Nguru Mountains

Die Nguru Mountains (= Southern Nguru Mountains) liegen etwa 120 km von der Küste des  Indischen Ozeans entfernt im Distrikt Mvomero der Region Morogoro in Tansania. Sie bestehen aus dem Hauptmassiv Nguru (2400 m) sowie dem isoliert gelegenen Mount Kanga (2018 m), zwischen diesen Massiven verläuft der Fluss Mjonga. Sie und ihre uralten Regenwälder zählen zu den weltweiten Zentren der Biodiversität und beherbergen zahlreiche Arten, darunter viele Endemiten. Sie liegen etwa im Zentrum der Eastern Arc Mountains, die nächstgelegenen Massive sind Nguu (= Northern Nguru Mountains), Ukaguru und Uluguru.
Die Nguru Mountains werden im Osten und Süden durch hohe und oftmals steile Bruchstufen begrenzt, im Norden und Nordwesten fallen sie allmählich zur Massaisteppe ab, sie entwässern zum Fluss Wami. Durch den Südostpassat erhalten sie hohe jährliche Niederschläge (durchschnittlich 1800 mm). Ihre Hänge sind vielfach von Regenwäldern bestanden, die Ausprägungen variieren nach Höhenlage und Exposition. Tiefland-Regenwald ist zwischen 300 und 900 m zu finden, ihm schließen sich submontane Wälder an. Auf 1400–2000 m wachsen Bergwälder, über 2000 m und auf sehr kargen Böden Heiden.
Das gesamte Massiv hat eine Ausdehnung von etwa 1703,26 km², von denen etwa 340,4 km² mit Wald bestanden sind.

## Schutzgebiete
Als Schutzgebiet ausgewiesen sind drei Wald-Schutzgebiete: Nguru South Catchment Forest Reserve (mit 19793 ha einer der größten Bergwälder Tansanias), Mkindo CFR (7451 ha, auch als Mikindo bezeichnet) und Kanga South CFR (6664 ha). Die Nguru Mountains sind als "Important Bird Area" (IBA) TZ059 erfasst. Der Überlappungsgrad der IBA mit den CFRs ist gering.

## Flora und Fauna
Die Southern Nguru Mountains sind schwer zugänglich und erst wenig erforscht. Zwischen Oktober 2004 und Mai 2006 wurden hier 322 Pflanzen- und 329 Tierarten erfasst. 5 dieser Pflanzenarten und 9 der nachgewiesenen Tierarten (1 Reptilien- und 8 Amphibienarten) waren strikte Endemiten (nur in den Southern Nguru Mountains vorkommend), 73 weitere Arten Endemiten der Eastern Arc Mountains, hinzu kamen 38 fast endemische Arten.
Die Nguru Mountains stellen einen Hot-Spot der Biodiversität, insbesondere bei Amphibien und Reptilien dar. Menegon et al. (2008) legten eine Liste von 92 Arten der Herpetofauna vor, zu denen 16 neu entdeckte Arten zählten. Seither erfolgten weitere Erstbeschreibungen.

## Gefährdung
Umwandlung von Wald in Ackerland sowie Unterpflanzungen von Nutzpflanzen (z. B. Kardamom und Bananen bei gleichzeitiger Entfernung des Unterholzes) und Holzeinschlag gefährden Lebensräume und Artenvielfalt. Die allermeisten Arten wurden nur in weitgehend ungestörten Wäldern, nicht aber in anderen Lebensräumen (z. B. Teakholz-Plantagen) nachgewiesen.